# يحيى القطان
أبو سعيد ‌يحيى ‌بن ‌سعيد ‌بن ‌فروخ ‌القطان، البصري، أمير المؤمنين في الحديث، الإمام القدوة الحافظ المتقن  من صغار أتباع التابعين، ولد سنة 120هـ، إِمام في الجرح والتعديل، وأحد كبار المحدِّثين، كان حافظًا ثقة حجةً مأمونًا زاهدًا عابدًا ورعًا دينًا، وهو الَّذي مهد لأهل العراق الحديث، وهو تلميذ شعبة وخريجه، وجارٍ على طريقه ومنهاجه، وكان من أبصر الأمة بالرواة  وقد عُني بعلم الحديث وعلله أتم عناية، ورحل فيه وساد الأقران، وانتهى إِليه الحفظ، وتخرج به الحفاظ، كمسدّد، وعنه تعلم رسم الحديث أحمد بن حنبل ويحيى بن معين وعلي بن المديني وإسحاق بن إبراهيم وأبو خيثمة وسائر أئمتنا  وكان في الفروع على مذهب أبي حنيفة إذا لم يجد النص، فتعرف قيمة أبي حنيفة من علم هذا الرجل، قال عنه علي بن المديني: "ما رأيتُ أحدًا أعلم بالرجال من يحيى بن سعيد"  له كتاب في الضعفاء، وكان متشدداً، حتى قال لو لم أرو إلا عن كل من أرضى، ما رويت إلا عن خمسة.

## اسمه ونسبه ومولده
هو الإمام الحافظ، يحيى ‌بن ‌سعيد ‌بن ‌فروخ ‌القطان الأحول البصري التميمي بالولاء، كنيته أبو سعيد، من كبار التاسعة، ولد سنة (120هـ)  في البصرة بالعراق، وهي مركز علمي رائد في ذلك العصر، وكان من سادات أهل البصرة وقرّائهم  يقال: مولى بني تميم، ويُقال: ليس لأحد عليه ولاء  قال أبو الوليد الطيالسي: كان يحيى بن سعيد مولى بني تميم -زعموا- وكان يوقر وهو شاب؛ وقال ابن معين: قال لي يحيى بن سعيد: ليس لأحد علي عقد ولا ولاء.

## أخلاقه وصفاته
- قال الحافظ ابن عمار: كنت إذا نظرت إلى يحيى القطان، ظننت أنه لا يحسن شيئًا بزي التجار، فإذا تكلم، أنصت له الفقهاء.[10]
- وقال أحمد بن محمد بن يحيى القطان: لم يكن جدي يمزح، ولا يضحك إلا تبسمًا، ولا دخل حمامًا، وكان يخضب.[11]
- وقال يحيى بن معين: أقام يحيى بن سعيد عشرين سنة يختم القرآن كل ليلة.[12]
- وقال علي بن المديني: كنا عند يحيى بن سعيد، فقرأ رجل سورة الدخان، فصعق يحيى، وغشي عليه.[13]
- وقال أحمد بن حنبل: لو قدر أحد أن يدفع هذا عن نفسه، لدفعه يحيى -يعني: الصعق.[14]
- وقال أحمد بن محمد بن يحيى بن سعيد: ما أعلم أني رأيت جدي قهقه قط، ولا دخل حمامًا قط، ولا اكتحل، ولا ادهن.[15]
- وقال يحيى بن معين: كان يحيى بن سعيد إذا قرئ عنده القرآن، سقط حتى يصيب وجهه الأرض [16] وقال: ما دخلت كنيفًا قط، إلا ومعي امرأة -يعني: من ضعف قلبه[17] وجعل جار له يشتمه، ويقع فيه، ويقول: هذا الخوزي، ونحن في المسجد. قال: فجعل يبكي، ويقول: صدق، ومن أنا؟ وما أنا؟ [18]
- قال ابن معين: وكان يحيى يجيء معه بمسباح، فيدخل يده في ثيابه، فيسبح.[19]

## شيوخه
تلقى العلم على يد عدد من كبار المحدثين، منهم:
1. عثمان بن غياث في الإيمان.
2. ويزيد بن كيسان.
3. وحسين المعلم.
4. وسفيان الثوري في مواضع.
5. وعبيد الله بن عمر.
6. وسليمان التيمي في الوضوء.
7. وشعبة بن الحجاج.
8. ويحيى بن سعيد.
9. وهشام بن عروة.
10. والأوزاعي.
11. وحميد الطويل.
12. وحماد بن سلمة في الصلاة.
13. ومحمد بن عجلان.
14. ومسعر.
15. وهشام بن أبي عبد الله.
16. وابن جريج.
17. وحجاج بن أبي عثمان.
18. وهشام بن حسان.
19. وعبد الملك بن أبي سليمان.
20. وسعيد بن أبي عروبة في الصلاة.
21. وعبد الله بن سعيد بن أبي هند في الجنائز والعتق.
22. ومحمد بن إسماعيل في الزكاة.
23. وعمرو بن عثمان في الزكاة.
24. وإسماعيل بن أبي خالد في الزكاة.
25. ومعاوية بن عمرو في الصوم.
26. وعمران بن مسلم القصير في الحج وكفارة المرض.
27. وابن أبي ذئب في الحج.
28. وعبد الحميد بن جعفر في النكاح.
29. ومحمد بن يوسف في البيوع.
30. وقرة بن خالد في الديات.
31. وحاتم بن أبي صغيرة في صفة الحشر.
32. وعثمان بن الأسود في عذاب القبر.[20]

## تلاميذه
خرج جيلاً من كبار علماء الحديث، مثل:
1. سفيان الثوري.
2. وسفيان بن عيينة.
3. وشعبة بن الحجاج.
4. وعبد الرحمن بن مهدي.
5. وعفان بن مسلم.
6. وأحمد بن حنبل.
7. ويحيى بن معين.
8. وعلي بن المديني.
9. وأبو عبيد القاسم بن سلام.
10. وإسحاق بن راهويه.
11. وأبو خيثمة.
12. وأبو بكر بن أبي شيبة.
13. ومسدد.
14. وعبيد الله بن عمر القواريري.
15. وعمرو بن علي.
16. وأبو بكر محمد بن خلاد الباهلي.
17. ومحمد بن بشار.
18. ومحمد بن المثنى.
19. ومحمد بن عبد الله بن المبارك المخرمي.
20. ومحمد بن أبي بكر المقدمي.
21. ومحمد بن شداد المسمعي.
22. ومحمد بن حاتم السمين.
23. وأحمد بن سنان القطان.
24. وأبو قدامة السرخسي.
25. ويعقوب بن إبراهيم الدورقي.
26. وعبد الله بن هاشم الطوسي.
27. وأبو سعيد عبد الرحمن بن محمد بن منصور الحارثي.
28. وحفص بن عمرو الربالي.
29. وعبد الرحمن بن بشر بن الحكم.[21][22]

## طلبه للعلم
يقول عبد الرحمن بن مهدي: لما قدم سفيان الثوري البصرة، قال يا عبد الرحمن! جئني بإنسان أذاكره. فأتيته بيحيى بن سعيد، فذاكره، فلما خرج، قال: قلت لك: جئني بإنسان، جئتني بشيطان - يعني: بهره حفظه؛ وكان يحيى بن سعيد القطان يختم القرآن كل يوم وليلة، يدعو لألف إنسان، ثم يخرج بعد العصر، فيحدث الناس.
وقد عُنِي بالحديث أشدَّ عناية، فلازم الإمامَ شُعْبة بن الحجَّاج عشرين سنة، يسمع حديثَه ويدوِّنه في أصوله، دون أن يَزيد على سماع أكْثَرَ من ثلاثةَ عشرَ حديثًا في كلِّ يوم، قال أبو الوليد: قلت ليحيى: كم اختلفت إلى شُعْبَة؟ قال: عشرين سنة؛ وقال علي بن المديني: سمعت يحيى بن سَعِيد القطان يَقُول: لزمت شُعْبَة عشرين سنة فما كنت أرجع من عنده إلا بثلاثة أحاديث وعشرة، أكثر مَا كنت أسمع منه فِي كل يوم؛ واستفاد من علمه في صيْرفة الرِّجال، وقد رحل في طلَب الحديث، فساد الأقران، وانتهى إليه الحِفْظ والإتقان، مع علوِّ كعْبه في عِلَل الحديث ونقْد الرِّجال.
ولعلوِّ شأنِه في هذا المضمار، فقد رضي به إمامُ الصَّنعة شعبة بن الحجَّاج حكمًا بيْنه وبين مخالِفِيه، فعن عبد الرحمن بن مهدي قال: اختلفوا يوماً عند شعبة فقالوا: اجعل بيننا وبينك حكماً، فقال: قد رضيت بالأحول، يعني يحيى بن سعيد القطان. فما برحنا حتى جاء يحيى فتحاكموا إليه، فقضى على شعبة، فقال شعبة: ومن يطيق نقدك يا أحول؛ ويعلق ابن أبي حاتم على هذه القصة، فيقول: "هذه غاية المنزلة إذا اختاره شعبة من بين أهل العلم، ثم بلغ من دالته بنفسه وصلابته في دينه أن قضى على شعبة"   وقال خالد بن الحارث: غلبنا يحيى بسفيان الثوري؛ يقول يحيى بن سعيد القطان: كنت إذا أخطأت قال لي سفيان الثوري: أخطأت يا يحيى، فحدث يوماً عن عبيد الله بن عمر عن نافع، عن ابن عمر، قال: قال رسول الله صلى الله عليه وسلم: الذي يشرب في آنية الذهب والفضة إنما يجرجر في بطنه نار جنهم"، قال يحيى بن سعيد: فقلت: أخطأت يا أبا عبد الله، هذا أهون عليك، قال: فكيف هو يا يحيى؟ قلت: حدثنا عبيد الله بن عمر، عن نافع، عن زيد بن عبد الله، عن عبد الله بن عبد الرحمن، عن أم سلمة أن رسول الله صلى الله عليه وسلم، فقال لي: صدقت يا يحيى أعرض علي كتبك، قلت: تريد أن ألقى منك ما لقي زائدة؟ قال: وما لقي زائدة أصلحت له كتبه وذكرته حديثه؛ وعن عبيد الله بن عمر القواريري: قال يحيى بن سعيد: بات عندي سفيان ليلة فحدثته بحديثين، حديث عن شعبة وحديث عن عمرو بن عبيد. قال: وقام يتوضأ فنظرت تحت المصلى الذي كان عليه جالساً وإذا هو قد كتبهما عني. قلت: يا أبا سعيد حدثني بهما، قال: حدثته عن شعبة، عن أبي بشر، عن عكرمة في قول الله تعالى: (وتعزروه) قال: تقاتلوا دونه بالسيف، وحديثه عن عمرو بن عبيد عن الحسن في قول الله تعالى: (فعززنا بثالث)، قال: شددنا.
وعن القواريري قال: سمعت عبد الرحمن بن مهدي يقول: ما رأيت أحدا أحسن أخذا للحديث ولا أحسن طلبا له من يحيى بن سعيد القطان، وسفيان بن حبيب.
وقال محمد بن عبد الرحيم البزاز: سمعت علياً وذكر من طلب الحديث، فقال: لم يكن من أصحابنا ممن طلب وعني به وحفظه وأقام عليه حتى حدث لم يزل فيه، إلا ثلاثة: يحيى بن سعيد، وسفيان بن حبيب، ويزيد بن زريع، هؤلاء لم يدعوه منذ طلبوه، لم يشتغلوا عنه، لم يزالوا فيه إلى أن حدثوا.

## منهجه في نقد الحديث
- الدقة في التوثيق: اشتهر بصرامته في تقييم الرواة، فكان لا يقبل إلا الرواة الثقات ذوي الضبط والحفظ. حتى أن البخاري نقل عن علي ابن المديني قوله: "‌أن ‌يحيى ‌بن ‌سعيد ‌احتج ‌به، ‌ويحيى ‌بن ‌سعيد ‌شديد ‌التعنت ‌في ‌الرجال، لا سيما من كان من أقرانه".[29]
- الجرح المبين: كان يُفصّل أسباب تضعيف الراوي، كقوله: "كان يخطئ" أو "ليس بحجة".[30]
- العدالة والضبط: اشترط توفر هذين الشرطين لقبول الرواية، متأثرًا بمنهج شيخيه سفيان الثوري وشعبة بن الحجاج؛ قال علي بن المديني: "سمعت يحيى بن سعيد يقول: ينبغي لصاحب الحديث أن يكون ثبت الأخذ ويكون يفهم ما يقال له، ويبصر الرجال، ثم يتعاهد ذاك"؛ وقال البخاري: "أعلم الناس بالثوري يحيى بن سعيد، لأنه عرف صحيح حديثه من تدليسه"؛ وقال علي بن المديني: "شعبة أحفظ الناس للمشايخ، وسفيان أحفظ الناس للأبواب، وابن مهدي أحفظهم، (ثم إنه) قال: للمشايخ والأبواب، ويحيى بن سعيد أعرف بمخارج الأسانيد، وأعرف بمواضع الطعن من جمعيهم".[31] وقال ابن أبي حاتم: "لا يرضى إلا برواية الحفاظ المتقنين".[32]

## مكانته العلمية
- وصفه الذهبي في "سير أعلام النبلاء" بأنه: "الإمام الحافظ، ناقد العصر".[33]
- قال عنه ابن حبان في "الثقات": " وكان ‌من ‌سادات ‌أهل ‌زمانه ‌حفظاً".[34]
- اعتبره ابن حجر في "تهذيب التهذيب" أحد أركان علم الجرح والتعديل.[35]
- وقال بندار: حدثنا يحيى بن سعيد إمام أهل زمانه.[33]
- وقال علي ابن المديني: ما رأيت أعلم بالرجال من يحيى بن سعيد القطان، ولا رأيت أعلم بصواب الحديث والخطأ من عبد الرحمن ابن مهدي، فإذا اجتمع يحيى وعبد الرحمن على ترك حديث رجل تركت حديثه، وإذا حدث عنه أحدهما حدثت عنه.[28]
- وقال عبد الله بن أحمد بن حنبل: سمعت أبي يقول: حدثني يحيى القطان وما رأيت عيناي مثله.[28]
- وقال عنه أحمد بن حنبل: إليه المنتهى في التثبت بالبصرة.[36]

## مذهبه الفقهي
قال إسحاق بن منصور الكوسج: "كان (يحيى القطان) يفتي بقول أبي حنيفة رحمه الله". وقال عبد الله بن أحمد أيضاً: قال أبي: كان ‌يحيى ‌بن ‌سعيد ‌القطان عالماً بالفرائض قلت كان فقيهاً قال كان حسن الفقه.

## مؤلفاته
لم يُعرف له مؤلفات مستقلة، لكن آثاره العلمية تنقل عبر:
- أحاديثه المسندة: والتي جمعها تلاميذه في كتبهم؛ قال محمد بن عبد الله بن عمار: روى ابن مهدي في تصانيفه ألفي حديث عن يحيى ‌القطان، فحدث بها ويحيى حي.[33]
- آراؤه في الرجال: نقلها تلاميذه في مصنفات الجرح والتعديل، مثل كتاب "العلل" لعلي بن المديني.
- ذكر ابن رجب في شرح علل الترمذي أن له كتابا في العلل، فيكون بذلك أول من صنف في هذا العلم.[39]

## أقوال العلماء فيه
1. قال محمد بن سعد: كان ثقة، مأموناً، رفيعاً، حجة.[40]
2. ذكره ابن حبان في كتابه "الثقات" وقال: وكان من سادات أهل زمانه حفظاً، وورعاً، وعقلاً، وفهماً، وفضلاً، وديناً، وعلماً.[41]
3. قال ابن منجويه: وكان من سادات أهل زمانه حفظا وورعا وفهما وفضلا ودينا وعلما وهو الذي مهد لأهل العراق رسم الحديث وأمعن في البحث عن النقل وترك الضعفاء.[22]
4. قال البيهقي: ‌يحيى ‌بن ‌سعيد ‌بن ‌فَرّوخ ‌القطان: إمام أهل العلم بالحديث في زمانه.[42]
5. وقال أبو داود: قلت لأحمد بن حنبل: كان يحيى يحدثكم من حفظه؟ قال: ما رأينا له كتابات كان يحدثنا من حفظه، ويقرأ علينا الطوال من كتابنا.[43]
6. وقال عبد الله بن أحمد: قلت لأبي: من رأيت في هذا الشأن؟ يعني الحديث. قال: ما رأيت مثل يحيى بن سعيد. قلت: فهشيم؟ قال: هشيم شيخ، ما رأيت مثل يحيى. قلت: فعبد الرحمن؟ قال: لم نر مثل يحيى في كل أحواله.[44]
7. وقال يحيى بن معين: أقام يحيى بن سعيد عشرين سنة يختم القرآن في كل يوم وليلة، ولم يفته الزوال في المسجد أربعين سنة.[45]
8. وقال يحيى بن معين: سمعت ‌يحيى ‌بن ‌سعيد وكان والله ثقة، يعني ‌القطان.[46]
9. وقال زهير: رأيت يحيى بن سعيد في المنام عليه قميص مكتوب بين كتفيه: بسم الله الرحمن الرحيم، براءة ليحيى بن سعيد من النار.[47]
10. وقال إسحاق الشهيدي: كنت أرى يحيى القطان يصلي العصر ثم يستند إلى أصل منارة مسجده فيقف بين يديه علي بن المديني، والشاذكوني، وعمرو بن علي، وأحمد ابن حنبل، ويحيى بن معين وغيرهم، يسألونه عن الحديث، وهم قيام على أرجلهم إلى أن تحين صلاة المغرب، لا يقول لواحد منهم: اجلس. ولا يجلسون؛ هيبة له وإعظاماً.[47]
11. وقال أحمد بن عبد الله العجلي: يحيى بن سعيد القطان بصري ثقة، نقي الحديث، كان لا يحدث إلا عن ثقة.[48]
12. وقال أحمد بن حنبل: يحيى القطان إليه المنتهي في التثبت بالبصرة، وهو أثبت من وكيع، وعبد الرحمن بن مهدي، ويزيد بن هارون، وأبي نعيم، وقد روى عن خمسين شيخا ممن روى عنهم سفيان. قيل له: قد كان يكتب عند سفيان؟ قال: إنما كان يتتبع ما لم يكن سمعه فيكتبه، ولم يكن في زمانه مثله.[49]
13. وقال النسائي: ثقة ثبت مرضي.[50]
14. وقال أبو زرعة: كان من الثقات الحفاظ.[50]
15. وقال أبو الوليد: ما رأيت أحداً كان أعلم بالحديث ولا بالرجال من يحيى بن سعيد.[51]
16. وقال بندار: كتب عبد الرحمن بن مهدي عن يحيى القطان ثلاثين ألف، وحفظها.[52]
17. قال إسحاق بن منصور الكوسج: من حفاظ الحديث ثقة حجة من أقران مالك وشعبة.[53]
18. أبو عبيد القاسم بن سلام الهروي: أبو سعيد ‌القطان البصري، ثقة متقن حافظ إمام قدوة.[54]

## وفاته
مات رحمه الله يوم الأحد الثاني من صفر سنة ثمان وتسعين ومائة، وله ثمان وسبعون سنة، وصلى عليه إسماعيل بن جعفر بن علي بن عبد الله بن عباس.

 وعن ابن معين عن عفان بن مسلم: رأى رجل ليحيى بن سعيد قبل موته بعشرين سنة بشر يحيى بن سعيد بامان من الله تعالى يوم القيامة.